# Sachsenweiler
Sachsenweiler (früher auch Storchenhof) ist eine Ortschaft mit dörflichem Charakter und seit 1936 ein Stadtteil der Großen Kreisstadt Backnang im baden-württembergischen Rems-Murr-Kreis. Zuvor gehörte Sachsenweiler administrativ und kirchlich zu Unterweissach.

## Geographie
Sachsenweiler liegt auf einer Anhöhe am rechten Ufer der Weissach. Der Ort besteht aus zwei getrennten Siedlungen, der älteren Ortschaft Sachsenweilerhof und der im 20. Jahrhundert errichteten Sachsenweilersiedlung. Umliegende Ortschaften sind Steinbach, Oberbrüden, die Dresselhöfe, Unterweissach und Backnang.

## Ortsname
Der Ortsname Sachsenweiler entstand wahrscheinlich in der Zeit der Karolinger (700–800), als unter Karl dem Großen kriegsgefangenen Sachsen (aus dem heutigen Niedersachsen und Westfalen) umgesiedelt wurden. Für diese Theorie sprechen auch andere Sachsen-Ortsnamen in Süddeutschland wie Sachsenheim, Frankfurt-Sachsenhausen oder Sechselberg, welches noch lange Sassenberg genannt wurde.
Historische Namensformen sind: Sachsenwiler (1245), Sahsenwiler (1393), Sachsenweyler (1686), Storkenhof (1810), Sachsenweilerhof (1903), Sachsenweiler/Storchenhof (1939).

## Geschichte

### Römer
In der Römerzeit befand sich nördlich des heutigen Sachsenweiler (Flur Heidenfeld) ein römisches Hofgut (villa rustica). Westlich des Orts, bei der Mündung der Weissach in die Murr, wurden 1887 auf dem Firmengelände der Spinnerei Adolff ein römisches Gräberfeld und römische Münzen aus der Zeit Domitians entdeckt. Etwas weiter östlich, über dem Bogen der Weissach, wurde römische Keramik gefunden. Ein römischer Versorgungsweg ging wahrscheinlich von Backnang an Sachsenweiler vorüber nach Steinbach und von dort über Oberbrüden nach dem Kastell Murrhardt. Mit dem Limesfall mussten sich die Römer jedoch auf Rhein und Donau zurückziehen.

### Mittelalter
Erstmals urkundlich erwähnt wurde Sachsenweiler unter dem Namen Sachsenwiler in einer päpstlichen Urkunde von 1245. Mit dieser Urkunde stellte Papst Innozenz IV. die Augustiner-Chorherren in Backnang unter seinen Schutz und bestätigte dem Stift Backnang Besitztümer und Privilegien in zahlreichen Orten, so auch in Sachsenweiler und in den umliegenden Ortschaften Bruden (heute Oberbrüden), Tresselbach (die heutigen Dresselhöfe) und Wissach inferius (Unterweissach). 1439 wurde Sachsenweiler von den Grafen von Württemberg zusammen mit der Burg Reichenberg an die Brüder Peter und Wernher Nothaft von Hohenberg verpfändet.

### Neuzeit

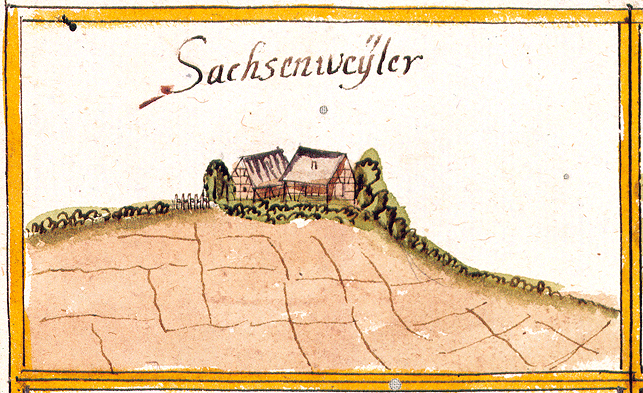
Sachsenweiler um 1686

Auf Georg Gadners Forstkarte von 1593 ist Sachsenweiler nicht eingezeichnet. Vermutlich durch Seuchen (Pest) und Krieg (Dreißigjähriger Krieg) entwickelte sich Sachsenweiler von einem Weiler zu einer Einzelsiedlung zurück. Lediglich die heute nicht mehr bestehende Ortschaft Taus erscheint im Bereich der Weissach-Mündung. Ende des 17. Jahrhunderts bestand Sachsenweiler nur noch aus einer Hofstelle, dem Storchenhof. Noch bis ins 20. Jahrhundert hielt sich der Name Storchenhof und ist heute noch älteren Einwohnern bekannt. Die älteste Darstellung von Sachsenweiler findet sich in dem 1686 erstellten Forstlagerbuch von Andreas Kieser.

### 20. Jahrhundert
Mit der Industrialisierung im 19. Jahrhundert, insbesondere der nahegelegenen Spinnerei Adolff, stieg die Zahl der Einwohner in Sachsenweiler ständig an. Aus der bäuerlichen Siedlung entwickelte sich in den 1930er Jahren eine Arbeitersiedlung. Zu Beginn der NS-Zeit hatten sich die Stimmen gemehrt, die eine Eingliederung Sachsenweilers nach Backnang forderten. Ab 1935 arbeitete NSDAP-Kreisleiter Alfred Dirr an Plänen für eine großzügige Wohnsiedlung, die südöstlich des alten Sachsenweilers entstehen sollte. Dabei sollten kinderreiche und einkommensschwache Arbeiterfamilien bevorzugt werden. 1936 musste Unterweissach Sachsenweiler schließlich an Backnang abtreten. Ab 1937 begannen die Bauarbeiten für die Sachsenweiler-Siedlung, die aber erst nach dem Krieg vollendet wurde. Die Straßen in der Siedlung wurden nach verstorbenen NSDAP-Mitgliedern wie etwa Erwin Dirr benannt. Andere der so geehrten NSDAP-Mitglieder waren bei den bürgerkriegsartigen Kämpfen in der Zwischenkriegszeit getötet worden. Sachsenweiler entwickelte sich von einem Weiler zu einem Dorf. Mit dem Zweiten Weltkrieg ruhten die Bauarbeiten. 1947 konnten die Arbeiten wiederaufgenommen werden.
Mit dem Ende des Zweiten Weltkriegs wurden alle Straßennamen in der Sachsenweilersiedlung geändert. Aus der Erwin-Dirr-Straße wurde Am Dresselbach, aus der Fritz-Zucker-Straße die Waldstraße und aus der Gregor-Schmid-Straße wurde Am Brenkele. Die Paul-Scholpp-Straße wurde in Am Espenhain umbenannt. Die Hermann-Bucke-Straße hießt seit Kriegsende Ostendstraße und die nach einem ermordeten SA-Mann benannte Ernst-Weinstein-Straße führte ab 1945 den Namen Zum Schneckenbühl. Später folgten die Roseggerstraße (nach Peter Rosegger) und die Pestalozzistraße mit weiteren Mehrfamilienhäusern. Die Straßen Am Krähenhorst, Bergstraße, Brüdener Straße, Dresselhofweg, die Sachsenweiler Steige und der Sechselberger Weg rundeten die Siedlung ab. Als letzte Straße erhielt die Westpreußenstraße im Jahr 2008 ihren Namen.

#### Mennoniten in Sachsenweiler
Im Juni 1947 zogen 541 vertriebene deutsche Mennoniten, die zuvor in Polen und der Sowjetunion gelebt hatten, nach Backnang. In den folgenden Jahren kamen immer weitere Anhänger dieser Freikirche hinzu, bis es über 2000 Personen waren. Während viele der Mennoniten nach Nordamerika auswanderten, beschlossen andere, Backnang zu ihrer neuen Heimat zu machen. Ab 1952 entstand die nach dem friesischen Theologen Menno Simons benannte Mennostraße mit zehn Mehrfamilienhäusern. 1954 entstanden in der Waldstraße weitere Häuser für heimatvertriebene Mennoniten. Große Unterstützung erhielten die Mennoniten von Glaubensbrüdern aus den USA. Freiwillige junge Männer, die so genannten Pax Boys, die gemäß der mennonitischen Lehre als Friedenskirche den Dienst in der US-Armee verweigert hatten, halfen unentgeltlich beim Aufbau der Häuser mit. Zum Abschluss wurde das der Tradition entsprechend schlicht gehaltene Bethaus der Freikirche fertiggestellt.

### Einwohnerentwicklung
- 1810: 8 Einwohner[5]
- 1828: 20[13]
- 1847: 40[14]
- 1854: 38[15]
- 1866: 50[16]
- 1871: 45[17]
- 1886: 30[18]
- 1896: 51[19]
- 2020: 1485[20]

## Politik
Da Sachsenweiler zu keiner Zeit eine eigenständige Kommune war, verfügt der Ort im Gegensatz zu anderen Stadtteilen Backnangs nicht über einen Ortschaftsrat. Forderungen nach mehr Autonomie konnten sich bisher nicht durchsetzen. Weiterhin gibt es in Sachsenweiler kein Rathaus.

## Kirchen

### Evangelische Kirche
Die Evangelische Peterskirche (Waldstraße 11) im Stil des Brutalismus wurde im 1969 erbaut.

### Freikirche der Mennoniten
Weiterhin besteht eine Gemeinde der evangelischen Freikirche der Mennoniten mit Gemeindezentrum (Mennostraße 6).

## Bildungseinrichtungen
Die Gemeinschaftsschule In der Taus verfügt über eine Außenstelle in Sachsenweiler, Waldstraße 16.

## Vereinsleben
- Siedlerverein Sachsenweiler e.V. (gegründet 1937).
- Musikverein Sachsenweiler e.V.
- Pfadfinder Royal Rangers der Mennonitengemeinde

## Bilder aus Sachsenweiler

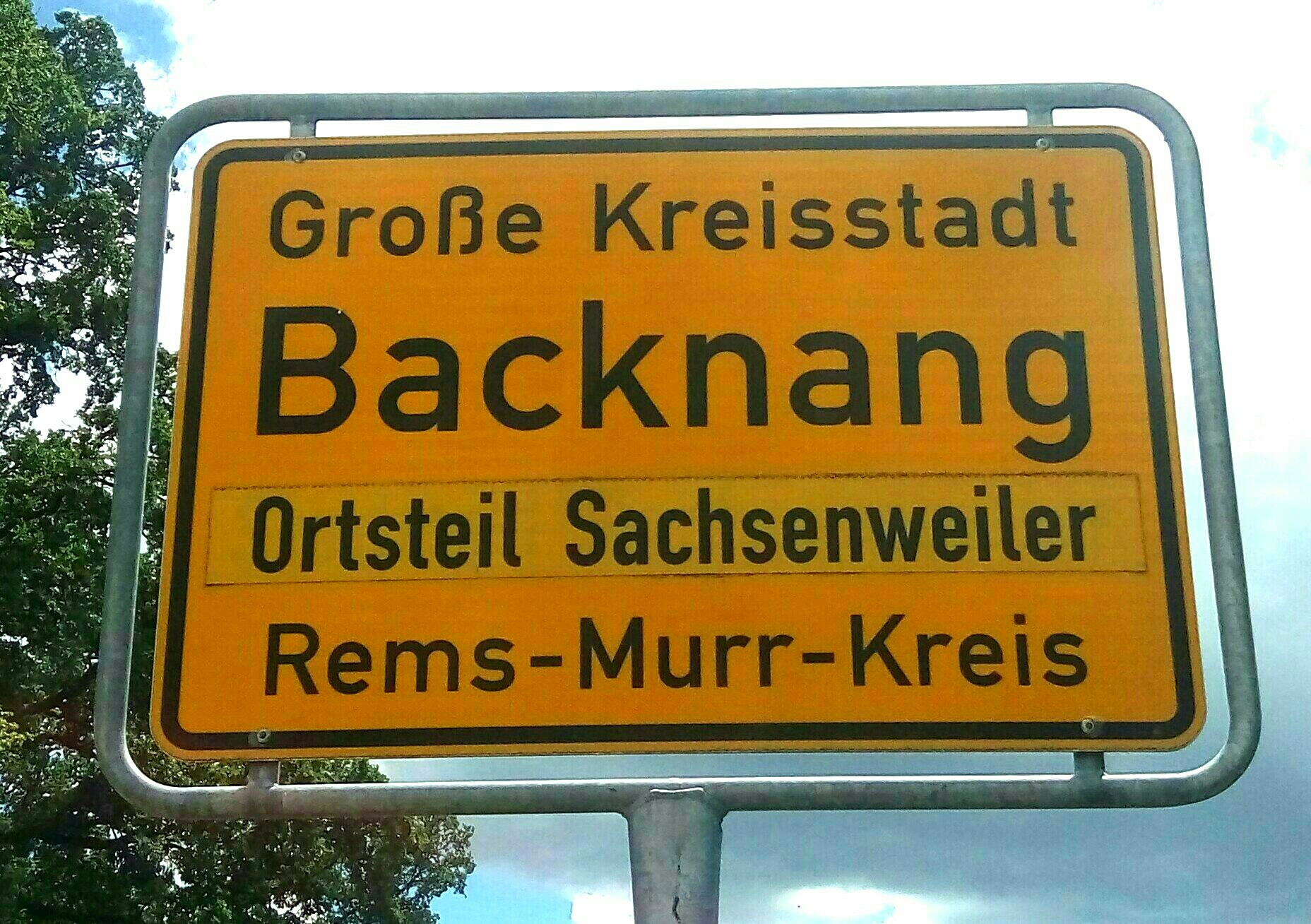
Ortstafel
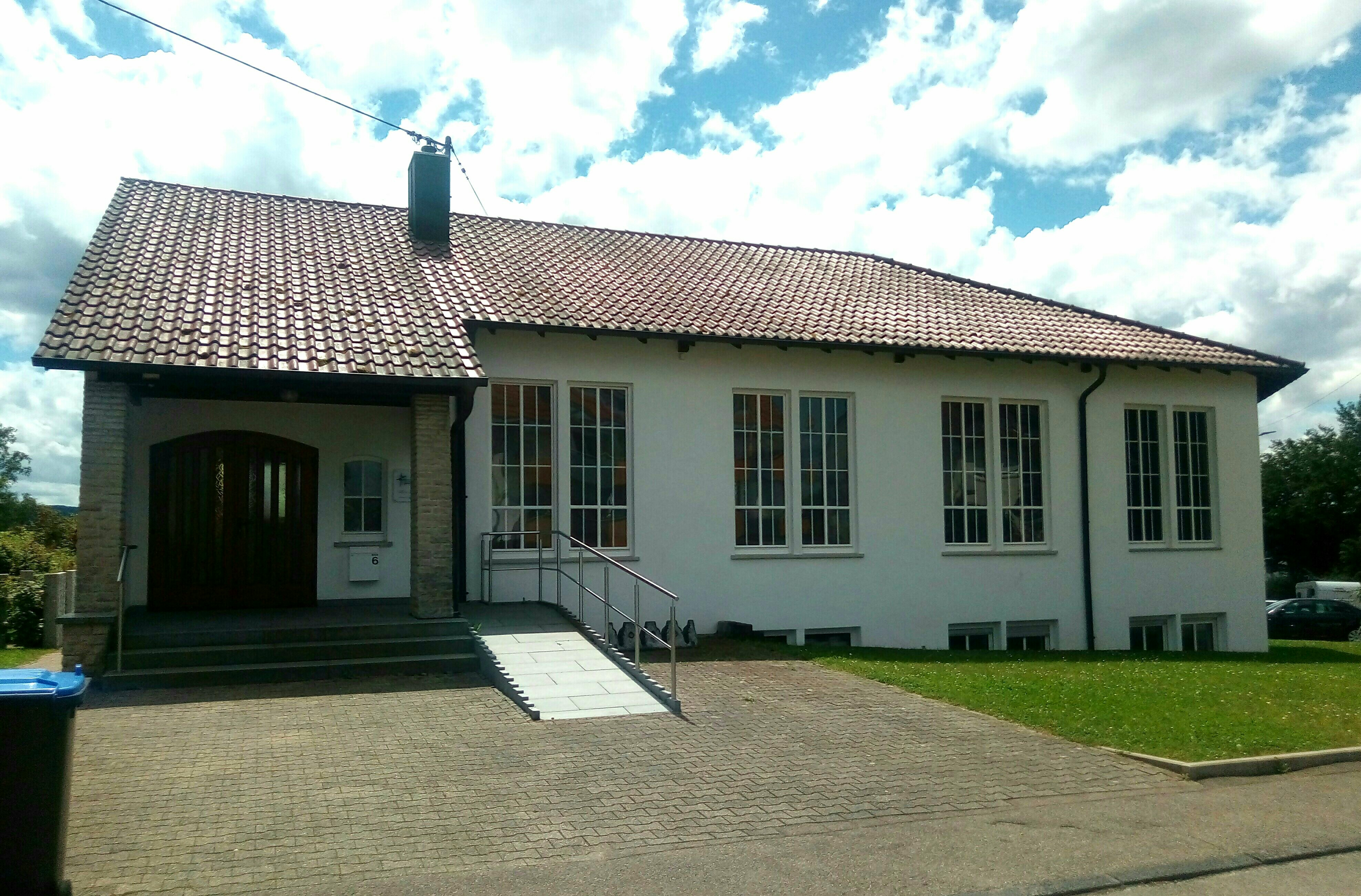
Gemeindezentrum der Mennoniten
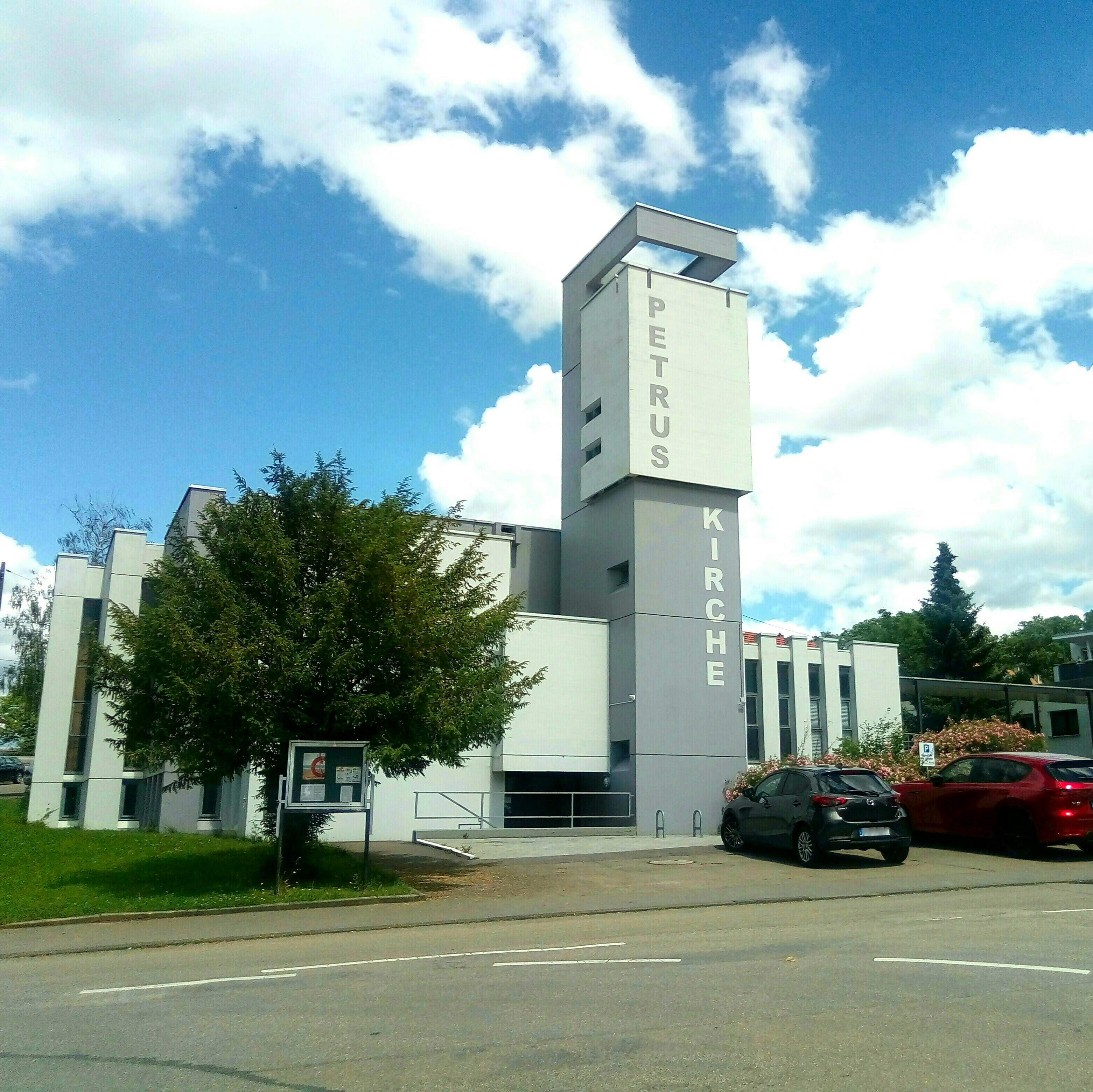
Evangelische Petruskirche
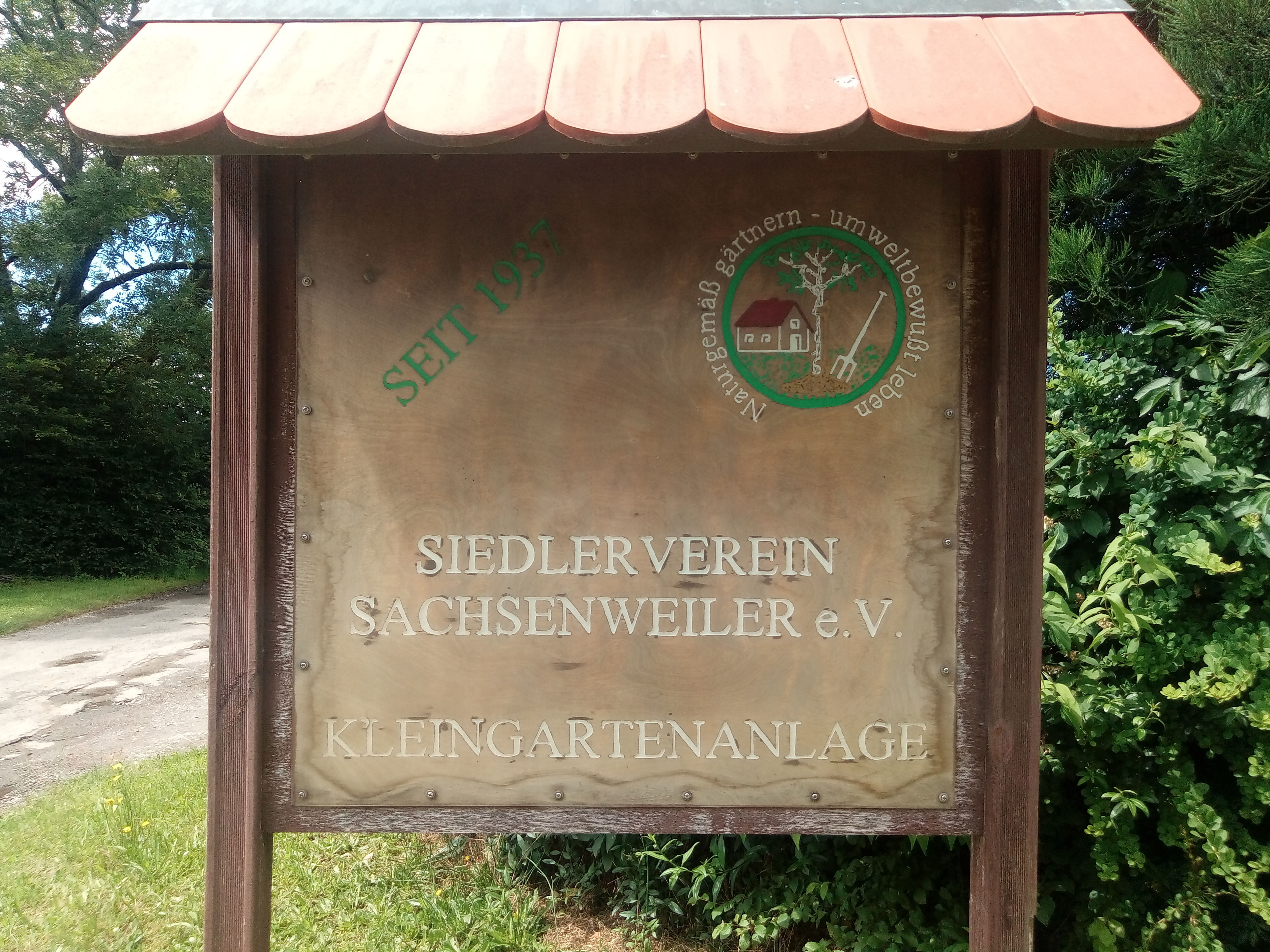
Kleingartenanlage des Siedlervereins

## Persönlichkeiten

### In Sachsenweiler geboren
- Emil Beck (1887–1982), Bauingenieur und Beamter bei der Deutschen Reichsbahn, Präsident der Reichsbahndirektion Berlin